# 傑夫遜鎮區 (印地安納州牛頓縣)
傑夫遜鎮區是美國印地安納州牛頓縣的10個鎮區之一。截至2010年美國人口普查，其人口為2140，共964住房。

## 歷史
傑夫遜鎮區於1860年成立。

## 地理
根據2010年美國人口普查，該鎮的總面積為45.14平方英里（116.9平方），無水域。

## 外部連結
- Indiana Township Association （页面存档备份，存于）
- United Township Association of Indiana （页面存档备份，存于）